# Прушинский, Казимир
Казимир Прушинский (пол. Kazimierz Prószyński; 1875—1945) — польский изобретатель, один из родоначальников польского кинематографа, автор сюжетов и кинорежиссёр первых документальных и игровых фильмов.

## Биография
Казимир Прушинский родился в 1875 году в Варшаве. Его дед Станислав Антоний Прушинский владел фотографической студией в Минске с 1839 года, то есть практически с года опубликования информации о методе получения позитивного изображения Луи Дагера; отец Конрад Прушинский — педагог, писатель, издатель, общественно-политический деятель. Конрад Прушинский, также был фотографом-любителем. После начала учебы в политехническом институте в Льеже в 1893 году, Казимир начал экспериментировать с фиксацией перемещения объектов. В 1894 году (за год до объявлении о патенте братьев Люмьер) он создал аппарат для записи и воспроизведения движущихся изображений, который назвал плеографом. По мнению современных исследователей, если бы 19-летнему изобретателю хватило коммерческой хватки и финансовых ресурсов для доработки и продвижения устройства, кинематограф мог бы сегодня называться плеографией. Хотя предложенный им механизм обладал многими преимуществами, но был чрезвычайно громоздок и не получил широкого применения. В 1898 году Прушинский усовершенствовал своё изобретение и назвал его биоплеографом. Он организовал общество «Pleograf», которое позже будет признано первой польской киностудией, и увлёкся самостоятельным созданием фильмов, сначала хроникальных — «Каток в Лазенковском дворце» (пол. Ślizgawka w Łazienkach), позже игровых — «Повеса возвращается домой» (пол. Powrót birbanta), «Приключения извозчика» (пол. Przygoda dorożkarza).
В 1909 году сконструировал первую в мире ручную кинокамеру — аэроскоп или автоплеограф, прототип репортёрских кинокамер, и запатентовал его во Франции, a затем в Великобритании. Суть изобретения заключалась в отказе от вращения оператором ручки камеры, эту функцию выполнял сжатый воздух, нагнетаемый в специальный резервуар заранее. Новшество позволило освободить кинематографисту обе руки и производить съёмки более мобильно. «Аэроскоп» применялся операторами кинохроники большинства ведущих кинокомпаний с 1912 года до появления звукового кино. В 1910—1915 годах разрабатывал методы синхронизации изображения и звука. Начавшаяся война прервала исследования. С этого периода изобретатель постоянно проживал в Варшаве.
В 1944 году в ходе карательных акций по подавлению Варшавского восстания был арестован гестапо и помещён в концентрационный лагерь Маутхаузен, где умер в марте 1945 года.